# Daniel Fauché
Daniel Fauché, född den 22 december 1966 i Chantilly i Frankrike, är en fransk roddare.
Han tog OS-silver i fyra utan styrman i samband med de olympiska roddtävlingarna 1996 i Atlanta.